# Audi Sport TT Cup
Der Audi Sport TT Cup war eine Markenpokalmeisterschaft, die von Audi Sport 2015 erstmals im Rahmenprogramm der Deutschen Tourenwagen Masters (DTM) ausgetragen wurde.
Für die Saison 2018 übernahm Abt Sportsline die Organisation der Veranstaltung. Jedoch wurde diese wegen einer zu geringen Anzahl von angemeldeten Fahrern abgesagt.

## Historie
Der Audi Sport TT Cup löste 2015 den in den Jahren 2010 bis 2014 ausgetragenen Volkswagen Scirocco R-Cup ab. Die Rennserie fand im Vorprogramm zu den Läufen der DTM statt und sollte jungen Nachwuchsfahrern die Möglichkeit geben unter identischen Bedingungen sich zu messen und Erfahrung zu sammeln.
Zu jedem Rennen wurden neben den permanenten Fahrern auch einige Gastfahrer, die sich aus ehemaligen Motorsport-Profis und Prominenten aus Sport und Gesellschaft zusammensetzten, zugelassen. Die Gastfahrer mussten im Besitz einer internationalen Rennlizenz sein.
Alle Fahrer erhielten einen identischen Audi-TT-Cup-Rennwagen, der aus dem Audi-TTS-Serienwagen entwickelt wurde.
2017 wurde der Markenpokal ein letztes Mal durch Audi Sport veranstaltet und für die Folgesaison an Abt Sportsline übertragen. Da sich nicht genügend qualifizierte Nachwuchsfahrer für 2018 anmeldeten, wurde die Rennserie kurzfristig abgesagt.

## Fahrzeuge

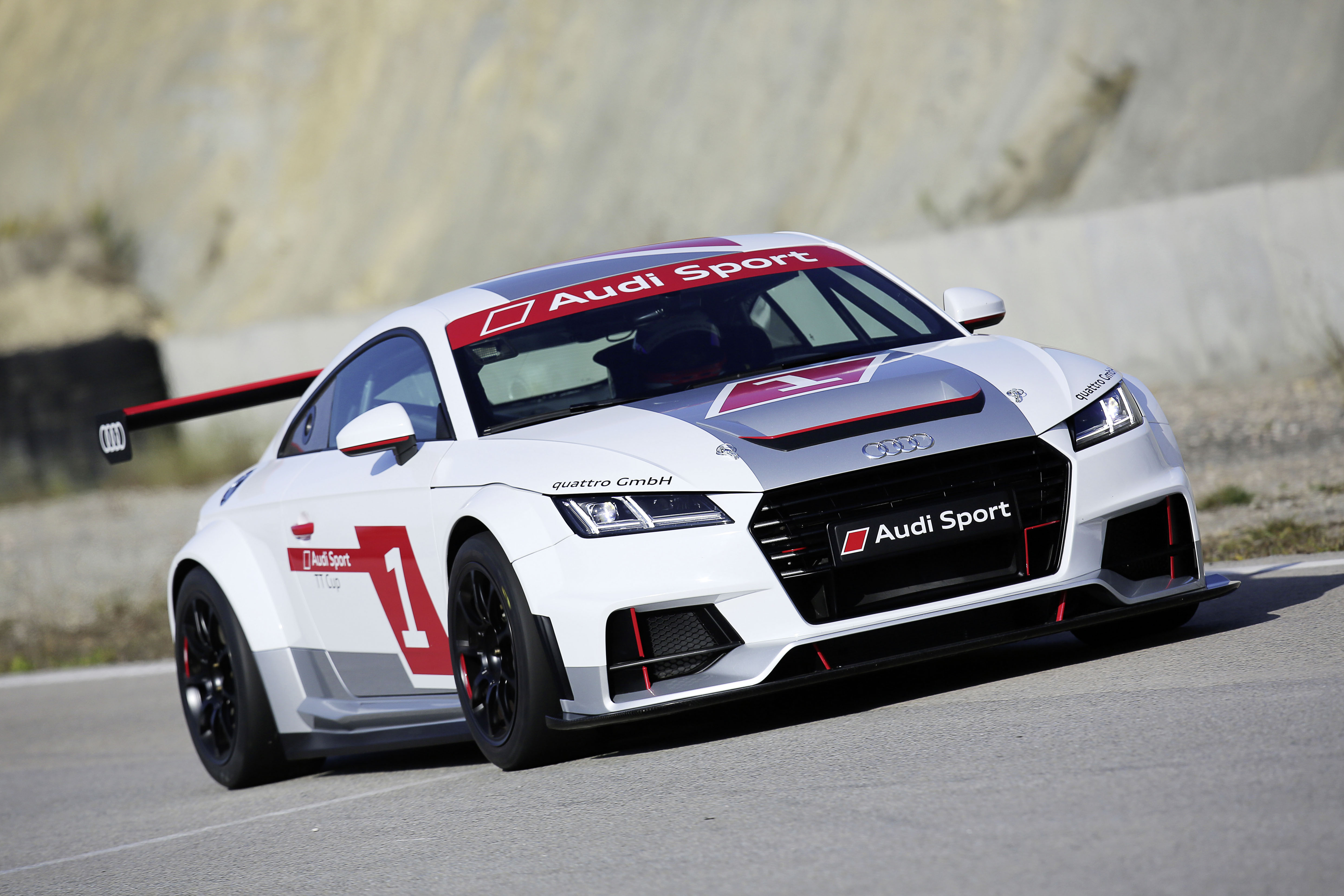
Der im Audi Sport TT Cup eingesetzte Rennwagen.

Die Cup-Rennwagen wurden durch einen sogenannten Technologietransfer auf Basis des Audi TTS Coupés ab 2014 beginnend innerhalb eines Jahres bis zum Saison-Auftakt in Hockenheim 2015 entwickelt und erprobt.
Der Motor des Wagens leistet 228 kW (310 PS). Durch das Betätigen eines Push-To-Pass-Knopfes am Lenkrad kann der Pilot die Motorleistung für Überholvorgänge kurzfristig auf 250 kW (340 PS) anheben. Die Aktivierung des Push-To-Pass-Systems wird an der Frontscheibe durch blaue Lampen angezeigt. Die Anzahl der eingesetzten Vorgänge während des Rennens wird gezählt und an der hinteren Seitenscheibe durch LEDs angezeigt.
Die Piloten wurden durch einen Überrollkäfig, eine Feuerlöschanlage, einen Rennsitz mit gepolstertem Kopfprotektor (Audi PS1 Sicherheitssitz), einem Sechspunktgurt und dem HANS-System geschützt.
| Technische Details    | |
| Datenbezeichnung      | Beschreibung |
| Motor                 | |
| Motorbauweise         | Reihen-Vierzylinder-Ottomotor mit Benzindirekteinspritzung, Abgasturboaufladung mit Ladeluftkühlung, Vierventil-Technik, zwei oben liegende Nockenwellen (DOHC)   |
| Hubraum               | 1984 cm3 |
| Leistung              | 228 kW/310 PS bei 6000/min |
| Push-to-pass-System   | 22 kW/30 PS Mehrleistung |
| Höchstdrehzahl        | 6000/min |
| Drehmoment            | 400 Nm bei 1600 – 4300/min |
| Kraftübertragung      | |
| Getriebe              | serienmäßiges Sechsgang-Direktschaltgetriebe S tronic mit elektrohydraulischer Betätigung                                                                         |
| Antrieb               | Frontantrieb mit Sperrdifferential |
| Fahrwerk              | |
| Vorderachse           | MacPherson-Federbeinachse mit unteren Aluminium-Dreiecksquerlenkern, Aluminium-Schwenklager, Aluminium-Hilfsrahmen, negativer Lenkrollradius (spurstabilisierend) |
| Hinterachse           | Vierlenker-Hinterachse mit getrennter Feder-Dämpfer-Anordnung, Hilfsrahmen, Aluminium-Radträger                                                                   |
| Dämpfer/Federn        | ZF-Dämpfer mit Federn |
| Stabilisatoren        | Stabilisatoren vorn und hinten |
| Lenkung               | Elektromechanische Lenkung mit geschwindigkeitsabhängiger Servounterstützung                                                                                      |
| Bremsen               | Zweikreisbremsanlage mit diagonaler Aufteilung, ESP, hydraulischer Bremsassistent, vorn und hinten innenbelüftete Scheibenbremsen                                 |
| Räder                 | Leichtmetallräder, Größe 9 × 18 Zoll |
| Reifen                | 265/660/18 (Slick- und Regenreifen) |
| Karosserie            | |
| Bauart                | Selbsttragende Karosserie, Überrollkäfig nach FIA-Norm |
| Maße L × B × H        | 4260 × 1994 × 1195 mm |
| Leergewicht           | 1125 kg |
| Fahrleistungen        | |
| Beschleunigung        | 4,5 s (0–100 km/h) |
| Höchstgeschwindigkeit | 239 km/h |

## Punktesystem
Es wurden Punkte an die ersten 18 klassifizierten permanenten Fahrer vergeben. Gastfahrer erhielten keine Punkte. Die Punkteverteilung war folgend:
| Platz  | 1. | 2. | 3. | 4. | 5. | 6. | 7. | 8. | 9. | 10. | 11. | 12. | 13. | 14. | 15. | 16. | 17. | 18. |
| Punkte | 25 | 21 | 18 | 16 | 14 | 13 | 12 | 11 | 10 | 9   | 8   | 7   | 6   | 5   | 4   | 3   | 2   | 1   |

## Ergebnisse
In den drei ausgetragenen Markenpokal-Meisterschaften gewannen folgende Fahrer den Titel und den zweiten und dritten Platz:
| Jahr | Sieger             | Zweiter               | Dritter          |
| ---- | ------------------ | --------------------- | ---------------- |
| 2015 | Jan Kisiel         | Nicolaj Møller Madsen | Dennis Marschall |
| 2016 | Joonas Lappalainen | Dennis Marschall      | Nicklas Nielsen  |
| 2017 | Philip Ellis       | Mikel Azcona          | Tommaso Mosca    |